# NGC 6418
NGC 6418 је спирална галаксија у сазвежђу Змај која се налази на NGC листи објеката дубоког неба.
Деклинација објекта је + 58° 42' 55" а ректасцензија 17h 38m 9,4s. Привидна величина (магнитуда) објекта NGC 6418 износи 14,4 а фотографска магнитуда 15,3. NGC 6418 је још познат и под ознакама MCG 10-25-74, CGCG 300-54, KAZ 149, PGC 60610.